# Pequena Central Hidrelétrica Nova Dorneles
PCH Nova Dorneles é uma pequena central hidrelétrica (PCH) instalada no rio Pará no município de Passa Tempo, em Minas Gerais. A PCH pertence à empresa Ferro Liga Ltda e a energia gerada é destinada à autoprodução de energia (APE). A capacidade instalada de geração da usina é de 4,70 MW. Por ter potência instalada superior a 3.000 kW e igual ou inferior a 30.000 kW, a usina é classificada como pequena central hidrelétrica (PCH).
A PCH Nova Dorneles foi uma expansão da antiga PCH Dorneles, que possuía capacidade de geração de 1,2 MW. Para isso, foi necessária substituição das duas turbinas e outras adaptações na usina, como expansão do canal de adução. As obras de expansão se iniciaram em janeiro de 2009 e terminaram em outubro de 2010.

## Características da usina
A hidrelétrica é do tipo fio d’água. O empreendimento compreende as seguintes estruturas:
- Barramento de concreto, com 60,0 metros de largura e 1,6 metros de altura. A barragem inunda uma área de aproximadamente 90.000 metros quadrados dentro do município de Passa Tempo.
- Vertedouro: A barragem é do tipo vertente, com um vertedouro de 60,0 metros de largura, suficiente para permitir a passagem da cheia milenar (Q1.000 = 337 m³/s), com sobre elevação de aproximadamente 2,0 metros.
- Canal de adução: Construída em concreto, com comprimento de 600 metros.
- Tomada d’água: Construída em concreto, com comporta de fechamento deslizante, com a vazão máxima turbinada de 17,89 m³/s e nível mínimo operacional do reservatório de 821,25 m.
- Casa de máquinas: A casa de força abriga duas turbinas e dois geradores. As duas turbinas são do tipo Francis, com eixo horizontal e potência unitária de 2.610 kVA.
- Canal de fuga: O novo canal de fuga tem aproximadamente 45 metros de comprimento.

Em relação ao trecho de vazão reduzida (TVR), o empreendimento possui uma particularidade devido à existência de duas ilhas entre o barramento e o novo canal de fuga. Essas ilhas fazem com que o TVR seja variável entre 484 metros na margem direita das ilhas e 673 metros na margem esquerda das ilhas.